# عظاءة عمانية
عظاءة عُمانية (الاسم العلمي: Omanosaura)، جنس عظاءات من فصيلة العظاءات الحقيقية.

## الأنواع
- عظاءة عمانية زرقاء (Arnold, 1972) — blue-tailed lizard
- عظاءة عمانية جاياكارية (Boulenger, 1887) — Jayakar lizard